# FINAL FRASH
FINAL FRASH（ファイナル フラッシュ）は、日本のロックバンド。2016年3月結成。

## メンバー
- DOTAMA（どたま、1984年11月19日-）（ボーカル）

ソロのラッパーとして活動。バトルMCとしても数々の好戦績を残す。バンドを組むのはFINAL FRASHが人生初となる。
- 長島涼平（ながしま りょうへい、1984年5月18日-）（ベース・コーラス）

the telephones（活動休止中）、フレンズ、Megsriのメンバーとしても活動。
- 松本誠治（まつもと せいじ、1983年1月3日-）（ドラムス・コーラス）

the telephones（活動休止中）、Migimimi sleep tightのメンバーとしても活動。また、DJとしても活動。
- RIE（りえ、19??年??月??日 - ）（キーボード・ボーカル）

THE SUZANのメンバーとしても活動。

## サポートメンバー
- 大谷武史（おおたに たけし、1984年7月24日-）（ギター・コーラス）

heのメンバーとしても活動。

## 来歴
- 2015年
  - 09月 - 11日　ラッパーであるDOTAMAの初のワンマンライブとなる「ニューワンマン」を渋谷O-nestで開催。その際、DOTAMAと以前より交流のあった長島と松本がサポートを務める。
  - 11月 - 04日　長島と松本が所属するthe telephonesのトリビュート・アルバム「We are DISCO!!!〜tribute to the telephones〜」発売。同アルバムにDOTAMAは”Fragment × DOTAMA”として参加、「Say DISCO」のカバーが収録される。
- 2016年
  - 03月 - 20日  DOTAMA、長島、松本、THE SUZANのRieによる新バンド「FINAL FRASH」の結成が発表される[1]。
  - 05月 - 05日 秋葉原CLUB GOODMANで開催されたイベント「グッドマン20周年特別企画『our style』」にて初ライブ。当初、DOTAMAとしてライブ出演する旨がアナウンスされていたところ、そのライブの後半にサプライズでFINAL FRASHの初ライブが行われた。
  - 05月 - 26日  新曲"YEAH"のPVを公開。なお、これをもって音源初公開となる[2]。
  - 06月 - 01日  1stミニアルバム「FINAL FRASH」を術ノ穴より発売[3]。
  - 06月 - 03日　Apple Musicが紹介する「今週の NEW ARTIST」に選出される[4]。
  - 12月 - 14日　初の配信シングル「PARADISE」を、新たに立ち上げたプライベートレーベルGYALLIC RECORDS.よりリリース[5]。
- 2017年
  - 01月 - 18日　配信シングル「ラストパーティーは永遠に」をリリース。同曲ではRieが初めてメインボーカルを担当した[6]。
  - 02月 初の東名阪ツアー「GYALLIC HO TOUR」を開催。ツアーには8otto、愛はズボーン、TWO FOUR、Orlandといった面々が参加。2月19日に東京・TSUTAYA O-nestにて行われるツアーファイナルのみFINAL FRASHによるワンマンライブとなる[5]。
  - 03月 - 29日　2ndミニアルバム「FINAL FRASH FESTIVAL」をリリース。同アルバムには先行で配信リリースされた「PARADISE」「ラストパーティは永遠に」を含む全7曲を収録[7]。
  - 06月 - 13日　6月16日に新代田FEVERにて、ゆるめるモ!を迎えた自主企画「FINAL FRASH Presents『FINAL FRASH FESTIVAL』Release Party」を開催予定であったところ[8]、開催３日前に急遽公演中止が発表された[9]。以降、表立った活動は行われていない。

## エピソード
- DOTAMAと松本は、松本の兄がかつて所属していたバンド（bugfics）がDOTAMAと同じ音楽レーベル「術ノ穴」所属であり、同バンドが楽曲（DOTAMA 1stアルバム「音楽ワルキューレ」収録の「レストランで昼食を」）を提供していたこともあるという縁で知り合った[10]。
- 「FINAL FRASH」というバンド名はDOTAMAによる命名だが、その由来については「漫画『ドラゴンボール』に登場する（ベジータの）必殺技名から引用したもので、検索しやすいように綴りをFLASHからFRASHに変えた」と語っている[11]。

## ディスコグラフィー

### ミニアルバム
| 項番 | 発売日        | タイトル             | 形式        | レーベル                 | 規格品番   | 収録曲 |
| ---- | ------------- | -------------------- | ----------- | ------------------------ | ---------- | --- |
| 1    | 2016年6月1日  | FINAL FRASH          | CD/Download | 術ノ穴                   | sube-048   | 1. YEAH 2. カリキュラム 3. 正義の味方 4. こんなはずじゃなかった 5. PERFECT MAN 6. FRASH                          |
| 2    | 2017年3月29日 | FINAL FRASH FESTIVAL | CD          | ユニバーサルミュージック | POCS-30007 | 1. ダメな大人 2. PARADISE 3. ファイナルファイト 4. EXTREME DAY 5. キングダム 6. ラストパーティは永遠に 7. GALAXY |

### 配信シングル
| 項番 | 発売日         | タイトル                 | 形式     | レーベル         | 備考                                                                                           |
| ---- | -------------- | ------------------------ | -------- | ---------------- | ---------------------------------------------------------------------------------------------- |
| 1    | 2016年12月14日 | PARADISE                 | Download | GYALLIC RECORDS. | AbemaTV「AbemaPrime」2017年3月エンディングテーマ テレビ埼玉「HOT WAVE」2017年4月エンディング曲 |
| 2    | 2017年1月18日  | ラストパーティーは永遠に | Download | GYALLIC RECORDS. |                                                                                                |

## ミュージックビデオ
| 公開年月日     | 監督        | 曲名                       |
| -------------- | ----------- | -------------------------- |
| 2016年5月26日  | 坂本渉太    | 「YEAH」                   |
| 2016年12月14日 | Yu Nakajima | 「PARADISE」               |
| 2017年1月18日  | 加藤マニ    | 「ラストパーティは永遠に」 |

## 主なライブ・イベント

### ワンマンライブ・主催イベント

#### 2017年
- FINAL FRASH PRESENTS「GYALLIC HO TOUR」
  - 2月11日 - 大阪Socore Factory
    - w/ 8otto , 愛はズボーン

  - 2月12日 - 栄R.A.D.
    - w/ 24-twofour- , ORLAND

  - 2月19日 - 渋谷TSUTAYA O-nest（ワンマン）
- 「FINAL FRASH FESTIVAL」Release Party　→公演中止[9]
  - 6月16日 - 新代田FEVER
    - w/ ゆるめるモ!

### インストアライブ・イベント

#### 2017年
- 3月28日 - FINAL FRASH「FINAL FRASH FESTIVAL」発売記念トーク＆サイン会 （タワーレコード浦和店）
- 4月16日 - FINAL FRASH「FINAL FRASH FESTIVAL」発売記念インストアイベント （大阪府 梅田蔦屋書店、HIRAKATA T-SITE）

### 主なライブ・イベント

#### 2016年
- 5月5日 - グッドマン20周年特別企画「our style」（秋葉原CLUB GOODMAN）
- 5月12日 - クラッキ vol.47（新宿LOFT）
- 5月28日 - Shimokitazawa SOUND CRUSING 2016（新代田FEVER等）
- 6月4日 - 百万石音楽祭2016〜ミリオンロックフェスティバル〜（石川県産業展示館）
- 6月21日 - LIVEHOLIC 1st Anniversary series Vol.12（下北沢LIVEHOLIC）
- 6月25日 - 撃鉄12ヶ月連続2マンシリーズ「ガチンコファイトクラブ〜Round6〜」（下北沢BASEMENT BAR）
- 7月14日 - ミュージック・オブ・ザ・デッド（渋谷Star Lounge）
- 7月16日 - GFB'16（つくばロックフェス）（茨城県石岡市つくばねオートキャンプ場）
- 7月24日 - 2YOU DUEL（今池HUCKFINN）
- 7月29日 - 東京STREET2016（新宿LOFT）
- 7月30日 - COLOR OF SMILE vol.13（北浦和KYARA）
- 8月10日 - onion night!8周年「onion night! lv.70」（梅田SHANGRILA）
- 8月19日 - Say! Say! Say! ～決戦は金曜日～（下北沢LIVEHOLIC）
- 8月25日 - MAGIC HOUR2016（愛知APOLLO BASE）
- 8月26日 - P.O.W.E.R. feat. OL Killer ナイト!!（渋谷VISION）
- 9月10日 - New Audiogram ver.10（渋谷TSUTAYA O-Crest等）
- 9月22日 - REDLINE TOUR 2016（梅田SHANGRILA）
- 10月10日 - TOKYO BOOTLEG CIRCUIT'16（渋谷CHELSEA HOTEL等）
- 10月14日 - FONS 4UP × No Maps（札幌DUCE）
- 10月25日 - NIGHT ON THE PLANET（新宿LOFT）
- 11月6日 - 戦極MCBATTLE 第15章 Japan Tour Final （渋谷O-EAST）
- 11月8日 - GOKOH TOUR 2016（米子AZTiC laughs）
- 11月9日 - GOKOH TOUR 2016（広島SECOND CRUTCH）
- 11月19日 - ササクレフェスティバル2016（渋谷WOMB）
- 12月16日 - NIGHT ON THE PLANET!presents「the depth of …」（新宿LOFT）
- 12月17日 - バンもん!Fes.2016winter ~雪降る夜にフェスして~（渋谷WWW X等）

#### 2017年
- 1月14日 - HELLO INDIE 2016 さいたま（北浦和KYARA等）
- 1月31日 - SHELTER PRESENTS BATTLE 50×50（下北沢SHELTER）
- 3月25日 - MIXTURE verse#006 -MeloiksigN THE SLEEP LAST LIVE- （渋谷THE GAME）
- 4月15日 - Pangea 6th Anniversary agartha20170415（心斎橋Pangea）
- 4月22日 - CAMPASS 2017（柏しょうなんゆめファーム野外特設会場）
- 4月23日 - CONNECT 歌舞伎町 MUSIC FESTIVAL 2017（新宿歌舞伎町周辺ライブハウス）

## 主なメディア出演

### テレビ
- HOT WAVE（テレビ埼玉、2017年4月2日）

### インターネットテレビ、ネットストリーミング
- AbemaPrime（AbemaTV、2016年12月7日）
- BPM 〜BEST PEOPLE’s MUSIC〜（AbemaTV、2017年3月11日）

### ラジオ
- J-WAVE「GOLDFISH」（ゲスト出演（DOTAMA、松本）、2016年6月3日）[12]
- FM802「MIDNIGHT GARAGE」（ゲスト出演、2017年4月25日）

### WEB記事等
- Mikiki（bounce 2016 June）「舌鋒鋭いラッパー・DOTAMAとthe telephonesのリズム隊ら擁するFINAL FRASH、多様な〈死生観〉描いた初ミニ作を語る」（2016年6月16日）